# Eugénio Rodrigues Aresta

## Eugénio Rodrigues Aresta
Eugénio Rodrigues Aresta, Moura Distrito de Beja a 23 de maio de 1891, faleceu a 20 de Agosto de 1956 na cidade do Porto, após uma doença prolongada resultante dos gaseamentos sofridos na campanha da 1.ª Guerra Mundial. 
Universidade do Porto
 Foi membro do Exército Português, Político, Deputado e Docente liceal 
Foi aluno da 1ª Faculdade de Letras da Universidade do Porto (1919-1928) convivendo com figuras ilustres do século XX entre elas Leonardo Coimbra como podemos aferir desta carta enviada por Eugénio Aresta a Leonardo Coimbra "Caro Leonardo"

## Biografia
Eugénio Rodrigues Aresta nasceu a 23 de Maio de 1891, em Moura, distrito de Beja, filho de Manoel Aresta Jorge e de Inácia Rodrigues Acabado.
Casou com Adélia Emília Borges [natural de Valongo, onde nasceu em 1899, filha de Francisco Borges Pinto Homem e de Ana Emília Borges], no dia 2 de Junho de 1919. Tiveram os seguintes filhos: Maria Eugénia, nascida em 2 de maio de 1921 e falecida a 20 de Junho de 1923; Manuel, nascido a 4 de Abril de 1925; Eugénio, nascido a 13 de Março de 1927.
Membro da Junta Directora da União dos Adueiros de Portugal, em 1921, juntamente com Artur Barros Basto. 
Ficou viúvo desde 20 de Fevereiro de 1936.
Faleceu no Porto, em 24 de Agosto de 1956. Encontra-se sepultado no Cemitério de Valongo.
Por ocasião do seu falecimento o jornal Diário de Lisboa Ano 36, Nº 12113, de 25 de agosto de 1956] publicou a seguinte notícia: “Dr. Eugénio Aresta. Pela sua cultura e autoridade pedagógica, como pelas suas virtudes cívicas, generosas e firmemente afirmadas, era uma bela figura de português e de intelectual a do dr. Eugénio Rodrigues Aresta, que hoje foi a enterrar, no Porto, onde ontem falecera, na sua residência, Rua da Constituição, 707, 2º, naquela cidade. Contava 65 anos. Natural do Baixo Alentejo, fez os seus estudos, primeiro na Escola do Exército, depois na extinta Faculdade de Letras do Porto. Em 1914, um ano depois da sua promoção a alferes, Eugénio Rodrigues Aresta foi incorporado na coluna expedicionária de Angola, comandada pelo general Pereira d’ Eça e distinguiu-se nas operações da ocupação do Cuanhama. Em 1917, seguiu para França e na Flandres se bateu até ao fim da guerra, sendo agraciado, pelos seus atos de bravura, com duas cruzes de guerra e as ‘fourragères’ da Torre e Espada e do Valor Militar. Sempre fiel a uma linha de pensamento democrático, militou no antigo Partido da União Republicana e foi deputado em várias legislaturas. Colaborou assiduamente no jornal ‘A Lucta’, dirigido pelo dr. Brito Camacho, outro alentejano ilustre e notável novelista. Entre as obras sérias e documentadas do dr. Eugénio Rodrigues Aresta, avultam as suas ‘Noções de Filosofia’, livro adotado durante muitos anos, no ensino secundário e ‘A Guerra de Sempre’. O funeral realizou-se esta manhã, com a presença de destacadas figuras dos círculos intelectuais, representantes do comando da I Região Militar e presidente da Liga dos Combatentes da Grande Guerra”.
Após a Revolução de 25 de Abril de 1974, a Câmara Municipal de Moura e a Câmara Municipal de Valongo, atribuíram o seu nome a ruas das respetivas cidades, homenageando o cidadão, o militar e o intelectual.

## Carreira Militar
O ensino primário foi feito em Moura. No Liceu de Évora concluiu o ensino liceal.
Alistado como voluntário no Regimento de Artilharia Nº 1, em 10 de Agosto de 1909.
Na Academia Politécnica do Porto fez o curso preparatório para a Escola do Exército, sendo em 1908 “condiscípulo de Leonardo Coimbra em Física, então regida pelo jovem professor Sousa Pinto que assumiu a regência depois do falecimento recente dessa bela alma, espírito generoso e fidalgo, que foi o Conde de Campo Belo”.
Concluiu o Curso de Infantaria na antiga Escola do Exército, em Lisboa, em 1913.
Como alferes é destacado para a Província de Angola em 20 de Janeiro de 1915, tendo participado em diversos combates. Regressa à Metrópole em 1916. Passa ao 3º Grupo de Metralhadoras.
Embarca para França, em 22 de Fevereiro de 1917, fazendo parte do Corpo Expedicionário Português, como tenente. Regressa a Lisboa no dia 21 de Fevereiro de 1919. Colocado como capitão no Estado Maior de Infantaria, é nomeado instrutor na Carreira de Tiro de Espinho, em 19 de Maio de 1923.
Participa na Revolução de 3 de Fevereiro de 1927, no Porto. Desde de 8 de Fevereiro de 1927 está preso na Casa de Reclusão da 1ª Região Militar, sendo removido para o paquete ‘Infante de Sagres’. Deportado para S. Tomé e Príncipe, regressando a Portugal em 1928.
Reintegrado no serviço activo do Exército, a partir de 26 de Abril de 1930. Colocado no Quartel General da 1ª Região Militar, como adjunto da 3ª Repartição, desde 21 de Junho de 1932.
Não obstante ter tido a carreira militar comprometida por motivos políticos, foi-lhe oferecida em termos de reparação, a promoção a coronel. Recusou.
Colocado no Quadro de Reserva desde 31 de Dezembro de 1937. 

### Louvores[6]
Louvores
1-  “Louvado, porque tendo sido nomeado, em seguida aos combates de Mongua, para fazer serviço numa das Companhias de Infantaria Nº 17, o fez de um modo digno de menção no comando de um pelotão, sobretudo durante a penosa e árdua marcha que procedeu à ocupação de Ngiva, Cuambama em que não só mostrou a sua magnífica resistência, como deu provas dum oficial disciplinador e enérgico e sendo nomeado para estabelecer o posto militar de Benjanda e comandante do mesmo, deu ao serviço que estava incumbido uma tal orientação e houve-se com tal critério que muito concorreram para a submissão do gentio cuanhama da área daquele posto e para que ele facilmente viesse ao nosso convívio”. Ordem de S., baixo Cunene, 28 de Outubro de 1915.
2-  “ Louvado, pelo modo como no dia 7 de Março de 1918, debaixo de um intenso bombardeamento instalou a guarnição de duas metralhadoras e promoveu o transporte debaixo de fogo de cunhetes de munições pertencentes a outro grupo revelando assim as melhores qualidades, coragem sangue frio e decisão”. Ordem de Serviço do Quartel General da 3ª B.I. Nº 32, do C.E.P., de 18 de Março de 1918.
3-  “Louvado, por no dia 14 de Março, sob um bombardeamento intenso ter marchado para o Comando da Batª. com todo o sangue frio e sem a menor hesitação, dando assim um belo exemplo de serenidade e nítida compreensão dos seus deveres”. Ordem de Serviço do 1º Grupo de Metralhadoras Nº 73 do C.E.P., de 14.
4-  “Louvado, porque no combate de 9 de Abril de 1918, mostrou coragem e notável zelo pelo serviço que procurou desempenhar até que foi atacado de gases e depois de ter sido indicado pelo médico para baixar ao hospital, solicitou que tal se não fizesse”. Ordem de Serviço do Quartel General, Nº 133, de 18 de Maio de 1918.
5-  “Louvado, pela sua muito boa vontade e competência como dirigiu a construção da carreira de tiro para a instrução das Metralhadoras Pesadas em Le Pare e pela maneira como devido ao seu espírito disciplinador e inexcedível zelo tem comandado a 2ª Bateria deste Grupo”. O. do 3º Grupo, 24 de Outubro de 1918.
6-  “Louvado, pela maneira como desempenhou o cargo de instrutor da E. M. Pesadas, revelando rara competência, zelo e dedicação”. O. E., Nº 17 (2ª S.), de 30.09.1920.
7-  “Louvado, pela muita erudição histórica, fé patriótica e vastos conhecimentos revelados no trabalho apresentado por ocasião da data do aniversário do 9 de Abril, comemorado em 1921, contribuindo assim pelo seu esforço para incutir nos soldados um grande espírito militar”. Ordem Nº 18, do Quartel General da 3ª Divisão do Exército.
8-  “Louvado, pela excelente alocução que, produziu por ocasião da Sessão Colonial comemorativa do Dia do Exército, missão em cujo desempenho se houve com muita proficiência e acendrado patriotismo, revelando elevada cultura intelectual, lúcida inteligência e uma exacta noção do dever militar”. O.S. nº 142, do Q. G. da 1ª Região Militar, de 21 de Junho de 1933.
9-  “Louvado, porque constituída uma comissão com outros oficiais para organizar o 1º Congresso Militar Colonial, levou a efeito a sua missão com o mais acendrado patriotismo, sem nunca abandonar as suas ocupações oficiais normais, sacrificando embora todas as horas disponíveis ao labor exaustivo da preparação intensiva do Congresso, a ele se devendo pela forma como, com os referidos oficiais, projectou e orientou a execução do respectivo programa, o êxito do mesmo congresso, contribuindo assim com a sua dedicação e inteligente esforço para o prestígio das instituições militares, serviços considerados como distintos e extraordinários”. O. E. Nº 14, de 15 de Agosto de 1934.
10-            “Louvado, porque ocupando há seis anos o lugar de adjunto da 3ª Repartição deste Quartel General se tem distinguido pela sua cultura e correcção e lealdade inexcedíveis e pela maneira inteligente e dedicada como se desempenha de todos os trabalhos de que é incumbido”. O. E. Nº 271, de 24.11.1938, do Cº da 1ª Região Militar.     

### Condecorações[6]
Capitão do quadro de reserva
Capitão do quadro de reserva
Medalha de Prata Comemorativa da Expedição ao Sul de Angola 1914-1915.
Cruz de Guerra de 2ª Classe, 1918.
Medalha de Prata Comemorativa das Campanhas do Exército Português, com a legenda ‘França 1917-1918’.
Medalha Militar de Prata da Classe de Bons Serviços, 1919.
Cruz de Guerra de 4ª Classe, 1919.
Medalha da Vitória, 1919.
Medalha de Solidariedade, de 3ª Classe, da República do Panamá, 1920.
- Oficial da Ordem Militar de Avis (5 de outubro de 1934)[7]

- Comendador da Ordem da Liberdade (24 de julho de 2024, a título póstumo)[7]

## Vida Política
Filiado na União Republicana de Manuel Brito Camacho, transitou em 1919 para o Partido Republicano Liberal e em 1923 para o Partido Republicano Nacionalista.
Foi eleito deputado por Beja nas legislaturas de 1921 e de 1922-1925, integrando as Comissões de Guerra e Colónias.            
Foi um colaborador muito activo dos jornais ‘A Lucta’ e ‘República’.
Pertenceu à Maçonaria, Grande Oriente Lusitano, tendo o grau de ‘mestre’, conferido em 1926, pela loja ‘Progredior’, do Porto.
A participação na Revolta de 3 de Fevereiro de 1927, no Porto, conduziu-o à prisão e à deportação em S. Tomé e Princípe. Significou o fim da sua carreira militar.

## Estudos sobre Eugénio Aresta

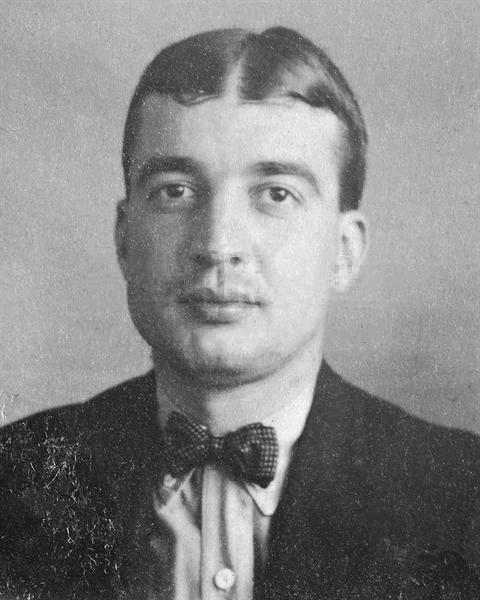

- Aarão de Lacerda, “O Espírito Clássico e a Crítica da Arte Byzantina. A propósito de uma Tese de Eugénio Aresta”, jornal O Comércio do Porto, 26.08.1928.
- Manoel d’Aragão, Eugénio Aresta. Apontamentos de Biografia e de Bibliografia. Subsídio para a história da Escola Filosófica Portuense, ed. autor, Porto, 1980.
- Manuel da Costa e Melo, “Eugénio Aresta, um pedagogo nato”, jornal O Primeiro de Janeiro, 05.10.1996.
- António Aresta, “Eugénio Aresta, um pedagogo da escola portuense”, Revista O Tripeiro, 7ª série, Ano XVIII, Nº 11, Novembro de 1999, pp. 335-340.
- A.H. de Oliveira Marques (coord.), Parlamentares e Ministros da 1ª República Portuguesa (1910-1926), ed. Assembleia da República\Edições Afrontamento, 2000.
- Américo Enes Monteiro, A Recepção da Obra de Friedrich Nietzsche na Vida Intelectual Portuguesa (1892-1939), Lello Editores, 2000.
- Pinharanda Gomes, A Escola Portuense, Caixotim Edições, 2005.
- Alfredo Ribeiro dos Santos, História Literária do Porto através das suas publicações periódicas, edições Afrontamento, 2009.
- Pedro Baptista, O Milagre da Quinta Amarela. História da Primeira Faculdade de Letras da Universidade do Porto, 1919-1931, ed. Universidade do Porto, 2012 [sobre Eugénio Aresta, pp. 390-396].
- Manuel Baiôa, O Partido Republicano Nacionalista, 1923\1925, ed. Imprensa de Ciências Sociais, 2015 [sobre Eugénio Aresta, pp. 199-201].